# استحضار الوثائق
يعرف استحضار الوثائق (بالإنجليزية: Document retrieval)‏ على أنه عملية مقارنة نص الاستعلام (بالإنجليزية: user query)‏ الخاص بالمستخدم مع سجلات نصوص حرة (بالإنجليزية: free-text records)‏. وهذه السجلات قد تكون أي نوع من النصوص غير المهيكلة (بالإنجليزية: unstructured text)‏، مثال على ذلك المقالات الأخبارية أو مجموعة من الفقرات في قائمة ما. استعلامات المستخدم قد تتراوح ما بين احتياجات المستخدم (بالإنجليزية: user needs)‏ ممثلة في عدة اسطر كاملة التوصيف، لمجموعة من الكلمات المتفرقة.
استرجاع الوثائق يعرف أحيانا باسترجاع النصوص (بالإنجليزية: Text Retrieval)‏ أو فرع منه. واسترجاع النصوص هو فرع من علم استرجاع المعلومات تخزن فيه المعلومات بشكل مبدئي أو أولي على هيئة نصوص. استرجاع النصوص أصبح مجال بحثي هام وحرج في الآونة الأخيرة، وذلك لكونها أساس عمل جميع محركات البحث على شبكة الانترنت.